# 百度文库
百度文库是百度于2009年11月12日发布的供网友在线分享文档的平台，当时称为“百度知道文档分享平台”。12月8日，百度知道文档分享更名为“百度文库”，并且升级了部分功能。百度文库的文档由百度用户上传，需要经过百度的审核才能发布。网友可以在线阅读和下载这些文档。百度文库的文档包括教学资料、考试题库、专业资料、公文写作、法律文件、文学小说、漫画游戏等多个领域的资料。百度用户上传文档可以得到一定的积分，下载有标价的文档则需要消耗积分。 百度文库上线时使用百度知道的积分系统，2010年8月后使用独立的积分系统。
2010年4月13日，百度文库文档数量突破100万。2010年8月9日，百度文库文档数量突破500万。2010年7月8日，百度文库手机版上线。 2010年11月10日，百度文库文档数量突破1000万。 
2010年11月25日，百度文库正式版上线。

## 文库书店
2010年12月27日，百度文库的“文库书店”上线，百度涉足电子书销售。部分“文库书店”中的电子书是完全免费的。其他的电子书则是部分免费，即用户可以免费阅读前面几章，剩下的部分需要付费购买。

## 版权问题
按照百度文库的版权提示（页面存档备份，存于），百度文库的用户不得侵犯他人的著作权。一旦由于用户的相关文档发生知识产权问题，其责任在于用户本人。
盛大文学《2010中国网络文学蓝皮书》公布的“十大盗版网站”名单中有百度文库。
著名博客作者“和菜头”提出质疑：由于产品本身设计的致命缺陷，造成侵权事实，这种产品隶属的商业公司是否依然可以免责？
2010年11月25日，百度回应盛大文学发起的版权诉讼，称百度一直有“全世界互联网最好用的投诉平台”48小时内删除，并同时在探讨和版权方利益分成模式。
2011年3月15日，50名作家发表《三一五中国作家讨百度书——这是我们的权利（页面存档备份，存于）》（由慕容雪村执笔，贾平凹、韩寒、郭敬明等联合署名），称百度文库收录了上述作家几乎全部的作品，但却没有取得任何人的授权。